# Подгорный (Нагайбакский район)
Подгорный — посёлок в Нагайбакском районе Челябинской области России. Входит в состав Кассельского сельского поселения.

## История
Населённый пункт возник в 1963 году как посёлок 3-го отделение совхоза «Нагайбакский».

## Население
| 2002 | 2010 |
| ---- | ---- |
| 258  | ↘189 |